# فتيات ساطعات
فتيات ساطعات (بالإنجليزية: Shining Girls)‏ هو مسلسل إثارة أمريكي مبني على كتاب يحمل نفس الاسم للكاتبة لورين بيوكيس، المسلسل من بطولة إليزابيث موس، واغنر مورا، جيمي بيل، فيليبا سو وإيمي برينمان. صدر المسلسل على منصة أبل تي في + في 29 أبريل 2022.